# 20016 Райтшел
20016 Райтшел (20016 Rietschel) — астероїд головного поясу, відкритий 8 жовтня 1991 року.
Тіссеранів параметр щодо Юпітера — 3,371.